# Зеркальный мат (пат)
|   | a | b | c | d | e | f | g | h |   |
| - | --- | --- | --- | --- | --- | --- | --- | --- | - |
| 8 | a7 чёрная пешка · h7 чёрный конь · d5 чёрный король · a2 белая пешка · d2 белый ферзь · h2 белый конь · c1 белая ладья · d1 белый король · e1 белая ладья | a7 чёрная пешка · h7 чёрный конь · d5 чёрный король · a2 белая пешка · d2 белый ферзь · h2 белый конь · c1 белая ладья · d1 белый король · e1 белая ладья | a7 чёрная пешка · h7 чёрный конь · d5 чёрный король · a2 белая пешка · d2 белый ферзь · h2 белый конь · c1 белая ладья · d1 белый король · e1 белая ладья | a7 чёрная пешка · h7 чёрный конь · d5 чёрный король · a2 белая пешка · d2 белый ферзь · h2 белый конь · c1 белая ладья · d1 белый король · e1 белая ладья | a7 чёрная пешка · h7 чёрный конь · d5 чёрный король · a2 белая пешка · d2 белый ферзь · h2 белый конь · c1 белая ладья · d1 белый король · e1 белая ладья | a7 чёрная пешка · h7 чёрный конь · d5 чёрный король · a2 белая пешка · d2 белый ферзь · h2 белый конь · c1 белая ладья · d1 белый король · e1 белая ладья | a7 чёрная пешка · h7 чёрный конь · d5 чёрный король · a2 белая пешка · d2 белый ферзь · h2 белый конь · c1 белая ладья · d1 белый король · e1 белая ладья | a7 чёрная пешка · h7 чёрный конь · d5 чёрный король · a2 белая пешка · d2 белый ферзь · h2 белый конь · c1 белая ладья · d1 белый король · e1 белая ладья | 8 |
| 7 | a7 чёрная пешка · h7 чёрный конь · d5 чёрный король · a2 белая пешка · d2 белый ферзь · h2 белый конь · c1 белая ладья · d1 белый король · e1 белая ладья | a7 чёрная пешка · h7 чёрный конь · d5 чёрный король · a2 белая пешка · d2 белый ферзь · h2 белый конь · c1 белая ладья · d1 белый король · e1 белая ладья | a7 чёрная пешка · h7 чёрный конь · d5 чёрный король · a2 белая пешка · d2 белый ферзь · h2 белый конь · c1 белая ладья · d1 белый король · e1 белая ладья | a7 чёрная пешка · h7 чёрный конь · d5 чёрный король · a2 белая пешка · d2 белый ферзь · h2 белый конь · c1 белая ладья · d1 белый король · e1 белая ладья | a7 чёрная пешка · h7 чёрный конь · d5 чёрный король · a2 белая пешка · d2 белый ферзь · h2 белый конь · c1 белая ладья · d1 белый король · e1 белая ладья | a7 чёрная пешка · h7 чёрный конь · d5 чёрный король · a2 белая пешка · d2 белый ферзь · h2 белый конь · c1 белая ладья · d1 белый король · e1 белая ладья | a7 чёрная пешка · h7 чёрный конь · d5 чёрный король · a2 белая пешка · d2 белый ферзь · h2 белый конь · c1 белая ладья · d1 белый король · e1 белая ладья | a7 чёрная пешка · h7 чёрный конь · d5 чёрный король · a2 белая пешка · d2 белый ферзь · h2 белый конь · c1 белая ладья · d1 белый король · e1 белая ладья | 7 |
| 6 | a7 чёрная пешка · h7 чёрный конь · d5 чёрный король · a2 белая пешка · d2 белый ферзь · h2 белый конь · c1 белая ладья · d1 белый король · e1 белая ладья | a7 чёрная пешка · h7 чёрный конь · d5 чёрный король · a2 белая пешка · d2 белый ферзь · h2 белый конь · c1 белая ладья · d1 белый король · e1 белая ладья | a7 чёрная пешка · h7 чёрный конь · d5 чёрный король · a2 белая пешка · d2 белый ферзь · h2 белый конь · c1 белая ладья · d1 белый король · e1 белая ладья | a7 чёрная пешка · h7 чёрный конь · d5 чёрный король · a2 белая пешка · d2 белый ферзь · h2 белый конь · c1 белая ладья · d1 белый король · e1 белая ладья | a7 чёрная пешка · h7 чёрный конь · d5 чёрный король · a2 белая пешка · d2 белый ферзь · h2 белый конь · c1 белая ладья · d1 белый король · e1 белая ладья | a7 чёрная пешка · h7 чёрный конь · d5 чёрный король · a2 белая пешка · d2 белый ферзь · h2 белый конь · c1 белая ладья · d1 белый король · e1 белая ладья | a7 чёрная пешка · h7 чёрный конь · d5 чёрный король · a2 белая пешка · d2 белый ферзь · h2 белый конь · c1 белая ладья · d1 белый король · e1 белая ладья | a7 чёрная пешка · h7 чёрный конь · d5 чёрный король · a2 белая пешка · d2 белый ферзь · h2 белый конь · c1 белая ладья · d1 белый король · e1 белая ладья | 6 |
| 5 | a7 чёрная пешка · h7 чёрный конь · d5 чёрный король · a2 белая пешка · d2 белый ферзь · h2 белый конь · c1 белая ладья · d1 белый король · e1 белая ладья | a7 чёрная пешка · h7 чёрный конь · d5 чёрный король · a2 белая пешка · d2 белый ферзь · h2 белый конь · c1 белая ладья · d1 белый король · e1 белая ладья | a7 чёрная пешка · h7 чёрный конь · d5 чёрный король · a2 белая пешка · d2 белый ферзь · h2 белый конь · c1 белая ладья · d1 белый король · e1 белая ладья | a7 чёрная пешка · h7 чёрный конь · d5 чёрный король · a2 белая пешка · d2 белый ферзь · h2 белый конь · c1 белая ладья · d1 белый король · e1 белая ладья | a7 чёрная пешка · h7 чёрный конь · d5 чёрный король · a2 белая пешка · d2 белый ферзь · h2 белый конь · c1 белая ладья · d1 белый король · e1 белая ладья | a7 чёрная пешка · h7 чёрный конь · d5 чёрный король · a2 белая пешка · d2 белый ферзь · h2 белый конь · c1 белая ладья · d1 белый король · e1 белая ладья | a7 чёрная пешка · h7 чёрный конь · d5 чёрный король · a2 белая пешка · d2 белый ферзь · h2 белый конь · c1 белая ладья · d1 белый король · e1 белая ладья | a7 чёрная пешка · h7 чёрный конь · d5 чёрный король · a2 белая пешка · d2 белый ферзь · h2 белый конь · c1 белая ладья · d1 белый король · e1 белая ладья | 5 |
| 4 | a7 чёрная пешка · h7 чёрный конь · d5 чёрный король · a2 белая пешка · d2 белый ферзь · h2 белый конь · c1 белая ладья · d1 белый король · e1 белая ладья | a7 чёрная пешка · h7 чёрный конь · d5 чёрный король · a2 белая пешка · d2 белый ферзь · h2 белый конь · c1 белая ладья · d1 белый король · e1 белая ладья | a7 чёрная пешка · h7 чёрный конь · d5 чёрный король · a2 белая пешка · d2 белый ферзь · h2 белый конь · c1 белая ладья · d1 белый король · e1 белая ладья | a7 чёрная пешка · h7 чёрный конь · d5 чёрный король · a2 белая пешка · d2 белый ферзь · h2 белый конь · c1 белая ладья · d1 белый король · e1 белая ладья | a7 чёрная пешка · h7 чёрный конь · d5 чёрный король · a2 белая пешка · d2 белый ферзь · h2 белый конь · c1 белая ладья · d1 белый король · e1 белая ладья | a7 чёрная пешка · h7 чёрный конь · d5 чёрный король · a2 белая пешка · d2 белый ферзь · h2 белый конь · c1 белая ладья · d1 белый король · e1 белая ладья | a7 чёрная пешка · h7 чёрный конь · d5 чёрный король · a2 белая пешка · d2 белый ферзь · h2 белый конь · c1 белая ладья · d1 белый король · e1 белая ладья | a7 чёрная пешка · h7 чёрный конь · d5 чёрный король · a2 белая пешка · d2 белый ферзь · h2 белый конь · c1 белая ладья · d1 белый король · e1 белая ладья | 4 |
| 3 | a7 чёрная пешка · h7 чёрный конь · d5 чёрный король · a2 белая пешка · d2 белый ферзь · h2 белый конь · c1 белая ладья · d1 белый король · e1 белая ладья | a7 чёрная пешка · h7 чёрный конь · d5 чёрный король · a2 белая пешка · d2 белый ферзь · h2 белый конь · c1 белая ладья · d1 белый король · e1 белая ладья | a7 чёрная пешка · h7 чёрный конь · d5 чёрный король · a2 белая пешка · d2 белый ферзь · h2 белый конь · c1 белая ладья · d1 белый король · e1 белая ладья | a7 чёрная пешка · h7 чёрный конь · d5 чёрный король · a2 белая пешка · d2 белый ферзь · h2 белый конь · c1 белая ладья · d1 белый король · e1 белая ладья | a7 чёрная пешка · h7 чёрный конь · d5 чёрный король · a2 белая пешка · d2 белый ферзь · h2 белый конь · c1 белая ладья · d1 белый король · e1 белая ладья | a7 чёрная пешка · h7 чёрный конь · d5 чёрный король · a2 белая пешка · d2 белый ферзь · h2 белый конь · c1 белая ладья · d1 белый король · e1 белая ладья | a7 чёрная пешка · h7 чёрный конь · d5 чёрный король · a2 белая пешка · d2 белый ферзь · h2 белый конь · c1 белая ладья · d1 белый король · e1 белая ладья | a7 чёрная пешка · h7 чёрный конь · d5 чёрный король · a2 белая пешка · d2 белый ферзь · h2 белый конь · c1 белая ладья · d1 белый король · e1 белая ладья | 3 |
| 2 | a7 чёрная пешка · h7 чёрный конь · d5 чёрный король · a2 белая пешка · d2 белый ферзь · h2 белый конь · c1 белая ладья · d1 белый король · e1 белая ладья | a7 чёрная пешка · h7 чёрный конь · d5 чёрный король · a2 белая пешка · d2 белый ферзь · h2 белый конь · c1 белая ладья · d1 белый король · e1 белая ладья | a7 чёрная пешка · h7 чёрный конь · d5 чёрный король · a2 белая пешка · d2 белый ферзь · h2 белый конь · c1 белая ладья · d1 белый король · e1 белая ладья | a7 чёрная пешка · h7 чёрный конь · d5 чёрный король · a2 белая пешка · d2 белый ферзь · h2 белый конь · c1 белая ладья · d1 белый король · e1 белая ладья | a7 чёрная пешка · h7 чёрный конь · d5 чёрный король · a2 белая пешка · d2 белый ферзь · h2 белый конь · c1 белая ладья · d1 белый король · e1 белая ладья | a7 чёрная пешка · h7 чёрный конь · d5 чёрный король · a2 белая пешка · d2 белый ферзь · h2 белый конь · c1 белая ладья · d1 белый король · e1 белая ладья | a7 чёрная пешка · h7 чёрный конь · d5 чёрный король · a2 белая пешка · d2 белый ферзь · h2 белый конь · c1 белая ладья · d1 белый король · e1 белая ладья | a7 чёрная пешка · h7 чёрный конь · d5 чёрный король · a2 белая пешка · d2 белый ферзь · h2 белый конь · c1 белая ладья · d1 белый король · e1 белая ладья | 2 |
| 1 | a7 чёрная пешка · h7 чёрный конь · d5 чёрный король · a2 белая пешка · d2 белый ферзь · h2 белый конь · c1 белая ладья · d1 белый король · e1 белая ладья | a7 чёрная пешка · h7 чёрный конь · d5 чёрный король · a2 белая пешка · d2 белый ферзь · h2 белый конь · c1 белая ладья · d1 белый король · e1 белая ладья | a7 чёрная пешка · h7 чёрный конь · d5 чёрный король · a2 белая пешка · d2 белый ферзь · h2 белый конь · c1 белая ладья · d1 белый король · e1 белая ладья | a7 чёрная пешка · h7 чёрный конь · d5 чёрный король · a2 белая пешка · d2 белый ферзь · h2 белый конь · c1 белая ладья · d1 белый король · e1 белая ладья | a7 чёрная пешка · h7 чёрный конь · d5 чёрный король · a2 белая пешка · d2 белый ферзь · h2 белый конь · c1 белая ладья · d1 белый король · e1 белая ладья | a7 чёрная пешка · h7 чёрный конь · d5 чёрный король · a2 белая пешка · d2 белый ферзь · h2 белый конь · c1 белая ладья · d1 белый король · e1 белая ладья | a7 чёрная пешка · h7 чёрный конь · d5 чёрный король · a2 белая пешка · d2 белый ферзь · h2 белый конь · c1 белая ладья · d1 белый король · e1 белая ладья | a7 чёрная пешка · h7 чёрный конь · d5 чёрный король · a2 белая пешка · d2 белый ферзь · h2 белый конь · c1 белая ладья · d1 белый король · e1 белая ладья | 1 |
|   | a | b | c | d | e | f | g | h |   |

|   | a | b | c | d | e | f | g | h |   |
| - | --- | --- | --- | --- | --- | --- | --- | --- | - |
| 8 | e8 белый конь · a7 белый слон · h7 белый слон · a6 чёрная пешка · a5 белая пешка · d5 чёрный король · h2 белый конь · c1 белая ладья · d1 белый король · e1 белая ладья | e8 белый конь · a7 белый слон · h7 белый слон · a6 чёрная пешка · a5 белая пешка · d5 чёрный король · h2 белый конь · c1 белая ладья · d1 белый король · e1 белая ладья | e8 белый конь · a7 белый слон · h7 белый слон · a6 чёрная пешка · a5 белая пешка · d5 чёрный король · h2 белый конь · c1 белая ладья · d1 белый король · e1 белая ладья | e8 белый конь · a7 белый слон · h7 белый слон · a6 чёрная пешка · a5 белая пешка · d5 чёрный король · h2 белый конь · c1 белая ладья · d1 белый король · e1 белая ладья | e8 белый конь · a7 белый слон · h7 белый слон · a6 чёрная пешка · a5 белая пешка · d5 чёрный король · h2 белый конь · c1 белая ладья · d1 белый король · e1 белая ладья | e8 белый конь · a7 белый слон · h7 белый слон · a6 чёрная пешка · a5 белая пешка · d5 чёрный король · h2 белый конь · c1 белая ладья · d1 белый король · e1 белая ладья | e8 белый конь · a7 белый слон · h7 белый слон · a6 чёрная пешка · a5 белая пешка · d5 чёрный король · h2 белый конь · c1 белая ладья · d1 белый король · e1 белая ладья | e8 белый конь · a7 белый слон · h7 белый слон · a6 чёрная пешка · a5 белая пешка · d5 чёрный король · h2 белый конь · c1 белая ладья · d1 белый король · e1 белая ладья | 8 |
| 7 | e8 белый конь · a7 белый слон · h7 белый слон · a6 чёрная пешка · a5 белая пешка · d5 чёрный король · h2 белый конь · c1 белая ладья · d1 белый король · e1 белая ладья | e8 белый конь · a7 белый слон · h7 белый слон · a6 чёрная пешка · a5 белая пешка · d5 чёрный король · h2 белый конь · c1 белая ладья · d1 белый король · e1 белая ладья | e8 белый конь · a7 белый слон · h7 белый слон · a6 чёрная пешка · a5 белая пешка · d5 чёрный король · h2 белый конь · c1 белая ладья · d1 белый король · e1 белая ладья | e8 белый конь · a7 белый слон · h7 белый слон · a6 чёрная пешка · a5 белая пешка · d5 чёрный король · h2 белый конь · c1 белая ладья · d1 белый король · e1 белая ладья | e8 белый конь · a7 белый слон · h7 белый слон · a6 чёрная пешка · a5 белая пешка · d5 чёрный король · h2 белый конь · c1 белая ладья · d1 белый король · e1 белая ладья | e8 белый конь · a7 белый слон · h7 белый слон · a6 чёрная пешка · a5 белая пешка · d5 чёрный король · h2 белый конь · c1 белая ладья · d1 белый король · e1 белая ладья | e8 белый конь · a7 белый слон · h7 белый слон · a6 чёрная пешка · a5 белая пешка · d5 чёрный король · h2 белый конь · c1 белая ладья · d1 белый король · e1 белая ладья | e8 белый конь · a7 белый слон · h7 белый слон · a6 чёрная пешка · a5 белая пешка · d5 чёрный король · h2 белый конь · c1 белая ладья · d1 белый король · e1 белая ладья | 7 |
| 6 | e8 белый конь · a7 белый слон · h7 белый слон · a6 чёрная пешка · a5 белая пешка · d5 чёрный король · h2 белый конь · c1 белая ладья · d1 белый король · e1 белая ладья | e8 белый конь · a7 белый слон · h7 белый слон · a6 чёрная пешка · a5 белая пешка · d5 чёрный король · h2 белый конь · c1 белая ладья · d1 белый король · e1 белая ладья | e8 белый конь · a7 белый слон · h7 белый слон · a6 чёрная пешка · a5 белая пешка · d5 чёрный король · h2 белый конь · c1 белая ладья · d1 белый король · e1 белая ладья | e8 белый конь · a7 белый слон · h7 белый слон · a6 чёрная пешка · a5 белая пешка · d5 чёрный король · h2 белый конь · c1 белая ладья · d1 белый король · e1 белая ладья | e8 белый конь · a7 белый слон · h7 белый слон · a6 чёрная пешка · a5 белая пешка · d5 чёрный король · h2 белый конь · c1 белая ладья · d1 белый король · e1 белая ладья | e8 белый конь · a7 белый слон · h7 белый слон · a6 чёрная пешка · a5 белая пешка · d5 чёрный король · h2 белый конь · c1 белая ладья · d1 белый король · e1 белая ладья | e8 белый конь · a7 белый слон · h7 белый слон · a6 чёрная пешка · a5 белая пешка · d5 чёрный король · h2 белый конь · c1 белая ладья · d1 белый король · e1 белая ладья | e8 белый конь · a7 белый слон · h7 белый слон · a6 чёрная пешка · a5 белая пешка · d5 чёрный король · h2 белый конь · c1 белая ладья · d1 белый король · e1 белая ладья | 6 |
| 5 | e8 белый конь · a7 белый слон · h7 белый слон · a6 чёрная пешка · a5 белая пешка · d5 чёрный король · h2 белый конь · c1 белая ладья · d1 белый король · e1 белая ладья | e8 белый конь · a7 белый слон · h7 белый слон · a6 чёрная пешка · a5 белая пешка · d5 чёрный король · h2 белый конь · c1 белая ладья · d1 белый король · e1 белая ладья | e8 белый конь · a7 белый слон · h7 белый слон · a6 чёрная пешка · a5 белая пешка · d5 чёрный король · h2 белый конь · c1 белая ладья · d1 белый король · e1 белая ладья | e8 белый конь · a7 белый слон · h7 белый слон · a6 чёрная пешка · a5 белая пешка · d5 чёрный король · h2 белый конь · c1 белая ладья · d1 белый король · e1 белая ладья | e8 белый конь · a7 белый слон · h7 белый слон · a6 чёрная пешка · a5 белая пешка · d5 чёрный король · h2 белый конь · c1 белая ладья · d1 белый король · e1 белая ладья | e8 белый конь · a7 белый слон · h7 белый слон · a6 чёрная пешка · a5 белая пешка · d5 чёрный король · h2 белый конь · c1 белая ладья · d1 белый король · e1 белая ладья | e8 белый конь · a7 белый слон · h7 белый слон · a6 чёрная пешка · a5 белая пешка · d5 чёрный король · h2 белый конь · c1 белая ладья · d1 белый король · e1 белая ладья | e8 белый конь · a7 белый слон · h7 белый слон · a6 чёрная пешка · a5 белая пешка · d5 чёрный король · h2 белый конь · c1 белая ладья · d1 белый король · e1 белая ладья | 5 |
| 4 | e8 белый конь · a7 белый слон · h7 белый слон · a6 чёрная пешка · a5 белая пешка · d5 чёрный король · h2 белый конь · c1 белая ладья · d1 белый король · e1 белая ладья | e8 белый конь · a7 белый слон · h7 белый слон · a6 чёрная пешка · a5 белая пешка · d5 чёрный король · h2 белый конь · c1 белая ладья · d1 белый король · e1 белая ладья | e8 белый конь · a7 белый слон · h7 белый слон · a6 чёрная пешка · a5 белая пешка · d5 чёрный король · h2 белый конь · c1 белая ладья · d1 белый король · e1 белая ладья | e8 белый конь · a7 белый слон · h7 белый слон · a6 чёрная пешка · a5 белая пешка · d5 чёрный король · h2 белый конь · c1 белая ладья · d1 белый король · e1 белая ладья | e8 белый конь · a7 белый слон · h7 белый слон · a6 чёрная пешка · a5 белая пешка · d5 чёрный король · h2 белый конь · c1 белая ладья · d1 белый король · e1 белая ладья | e8 белый конь · a7 белый слон · h7 белый слон · a6 чёрная пешка · a5 белая пешка · d5 чёрный король · h2 белый конь · c1 белая ладья · d1 белый король · e1 белая ладья | e8 белый конь · a7 белый слон · h7 белый слон · a6 чёрная пешка · a5 белая пешка · d5 чёрный король · h2 белый конь · c1 белая ладья · d1 белый король · e1 белая ладья | e8 белый конь · a7 белый слон · h7 белый слон · a6 чёрная пешка · a5 белая пешка · d5 чёрный король · h2 белый конь · c1 белая ладья · d1 белый король · e1 белая ладья | 4 |
| 3 | e8 белый конь · a7 белый слон · h7 белый слон · a6 чёрная пешка · a5 белая пешка · d5 чёрный король · h2 белый конь · c1 белая ладья · d1 белый король · e1 белая ладья | e8 белый конь · a7 белый слон · h7 белый слон · a6 чёрная пешка · a5 белая пешка · d5 чёрный король · h2 белый конь · c1 белая ладья · d1 белый король · e1 белая ладья | e8 белый конь · a7 белый слон · h7 белый слон · a6 чёрная пешка · a5 белая пешка · d5 чёрный король · h2 белый конь · c1 белая ладья · d1 белый король · e1 белая ладья | e8 белый конь · a7 белый слон · h7 белый слон · a6 чёрная пешка · a5 белая пешка · d5 чёрный король · h2 белый конь · c1 белая ладья · d1 белый король · e1 белая ладья | e8 белый конь · a7 белый слон · h7 белый слон · a6 чёрная пешка · a5 белая пешка · d5 чёрный король · h2 белый конь · c1 белая ладья · d1 белый король · e1 белая ладья | e8 белый конь · a7 белый слон · h7 белый слон · a6 чёрная пешка · a5 белая пешка · d5 чёрный король · h2 белый конь · c1 белая ладья · d1 белый король · e1 белая ладья | e8 белый конь · a7 белый слон · h7 белый слон · a6 чёрная пешка · a5 белая пешка · d5 чёрный король · h2 белый конь · c1 белая ладья · d1 белый король · e1 белая ладья | e8 белый конь · a7 белый слон · h7 белый слон · a6 чёрная пешка · a5 белая пешка · d5 чёрный король · h2 белый конь · c1 белая ладья · d1 белый король · e1 белая ладья | 3 |
| 2 | e8 белый конь · a7 белый слон · h7 белый слон · a6 чёрная пешка · a5 белая пешка · d5 чёрный король · h2 белый конь · c1 белая ладья · d1 белый король · e1 белая ладья | e8 белый конь · a7 белый слон · h7 белый слон · a6 чёрная пешка · a5 белая пешка · d5 чёрный король · h2 белый конь · c1 белая ладья · d1 белый король · e1 белая ладья | e8 белый конь · a7 белый слон · h7 белый слон · a6 чёрная пешка · a5 белая пешка · d5 чёрный король · h2 белый конь · c1 белая ладья · d1 белый король · e1 белая ладья | e8 белый конь · a7 белый слон · h7 белый слон · a6 чёрная пешка · a5 белая пешка · d5 чёрный король · h2 белый конь · c1 белая ладья · d1 белый король · e1 белая ладья | e8 белый конь · a7 белый слон · h7 белый слон · a6 чёрная пешка · a5 белая пешка · d5 чёрный король · h2 белый конь · c1 белая ладья · d1 белый король · e1 белая ладья | e8 белый конь · a7 белый слон · h7 белый слон · a6 чёрная пешка · a5 белая пешка · d5 чёрный король · h2 белый конь · c1 белая ладья · d1 белый король · e1 белая ладья | e8 белый конь · a7 белый слон · h7 белый слон · a6 чёрная пешка · a5 белая пешка · d5 чёрный король · h2 белый конь · c1 белая ладья · d1 белый король · e1 белая ладья | e8 белый конь · a7 белый слон · h7 белый слон · a6 чёрная пешка · a5 белая пешка · d5 чёрный король · h2 белый конь · c1 белая ладья · d1 белый король · e1 белая ладья | 2 |
| 1 | e8 белый конь · a7 белый слон · h7 белый слон · a6 чёрная пешка · a5 белая пешка · d5 чёрный король · h2 белый конь · c1 белая ладья · d1 белый король · e1 белая ладья | e8 белый конь · a7 белый слон · h7 белый слон · a6 чёрная пешка · a5 белая пешка · d5 чёрный король · h2 белый конь · c1 белая ладья · d1 белый король · e1 белая ладья | e8 белый конь · a7 белый слон · h7 белый слон · a6 чёрная пешка · a5 белая пешка · d5 чёрный король · h2 белый конь · c1 белая ладья · d1 белый король · e1 белая ладья | e8 белый конь · a7 белый слон · h7 белый слон · a6 чёрная пешка · a5 белая пешка · d5 чёрный король · h2 белый конь · c1 белая ладья · d1 белый король · e1 белая ладья | e8 белый конь · a7 белый слон · h7 белый слон · a6 чёрная пешка · a5 белая пешка · d5 чёрный король · h2 белый конь · c1 белая ладья · d1 белый король · e1 белая ладья | e8 белый конь · a7 белый слон · h7 белый слон · a6 чёрная пешка · a5 белая пешка · d5 чёрный король · h2 белый конь · c1 белая ладья · d1 белый король · e1 белая ладья | e8 белый конь · a7 белый слон · h7 белый слон · a6 чёрная пешка · a5 белая пешка · d5 чёрный король · h2 белый конь · c1 белая ладья · d1 белый король · e1 белая ладья | e8 белый конь · a7 белый слон · h7 белый слон · a6 чёрная пешка · a5 белая пешка · d5 чёрный король · h2 белый конь · c1 белая ладья · d1 белый король · e1 белая ладья | 1 |
|   | a | b | c | d | e | f | g | h |   |

Зерка́льный мат — разновидность позиции мата в шахматах, в которой все поля вокруг атакованного короля свободны от фигур и пешек сторон. Он особенно привлекателен, когда атакуемый король не находится на краю или в углу доски.
Аналогично, в положении зеркального пата все поля вокруг короля также свободны от фигур и пешек.